# Sphecodes oneili
Sphecodes oneili är en biart som beskrevs av Cameron 1905. Sphecodes oneili ingår i släktet blodbin, och familjen vägbin. Inga underarter finns listade i Catalogue of Life.